# Johannes Haapasalo
Johannes Haapasalo, född 23 september 1880 i S:t Michel, död där 17 december 1965, var en finländsk skulptör. 
Haapasalo avlade studentexamen 1900 och studerade 1902–1903 vid Finska konstföreningens ritskola och besökte Helsingfors universitets ritsal. Åren 1903–1904 studerade han för bland andra Stephan Sinding i Köpenhamn och 1904–1906 vid Académie Colarossi i Paris under ledning av bland andra Auguste Rodin samt i början av 1910-talet i Bryssel. Han representerade den klassiska bildhuggarkonsten och sysslade i hög grad med figurskulptur. Hans konst utmärks av en harmonisk, ofta lyrisk känsla, som kommer till uttryck bland andra i stora marmorskulpturer av nakna kvinnofigurer i Ateneum (1913) och Amos Andersons konstmuseum samt i granitskulpturen Eva i röd granit från 1925 i Ateneum. Hans monumentalarbeten ligger till stor del inom den kyrkliga konstens sfär, bland annat dörrarna till Sandudds gravkapell (1932), en stor relief i Kiuruvesi kyrka (1940) och ett flertal hjältegravsmonument. Till Haapasalos främsta offentliga skulpturer hör bronsgruppen Boxare (1931) i Paasivuoriparken på Broholmen i Helsingfors. Han donerade testamentariskt en stor samling av sina skulpturer, målningar och skisser till S:t Michels stad. Han tilldelades Pro Finlandia-medaljen 1953.